# Lucette Lagnado
Lucette Matalon Lagnado, née le 19 septembre 1956 au Caire et morte le 10 juillet 2019, est une journaliste et mémorialiste américaine. Elle était notamment journaliste au Wall Street Journal.

## Biographie
Issue d'une une famille juive égyptienne francophone contrainte à l'exil après la prise de pouvoir de Gamal Abdel Nasser, Lucette Lagnado est scolarisée à Bensonhurst, un quartier de Brooklyn et obtient un diplôme du Vassar College. Elle connaît un certain succès littéraire grâce à son premier roman, un récit autobiographique sur son enfance et la figure de son père, prénommé Léon et surnommé « Le Capitaine », L'Homme au complet blanc (The Man in the White Sharkskin Suit: My Family's Exodus from Old Cairo to the New World). Le livre, publié par Ecco, reçoit le prix Sami Rohr 2008 de littérature juive . Ce prix, décerné par le Jewish Book Council, à New York, est de 100'000 $ ce qui représente la récompense en espèces la plus élevée dans le monde littéraire juif. La remise du prix Rohr a eu lieu à Jérusalem en avril 2008. The Man in the White Sharkskin Suit a été choisi par le producteur Anthony Bregman (Eternal Sunshine of the Spotless Mind), selon une annonce publiée en décembre 2008 sur Publishers Marketplace.
En septembre 2011, elle publie  l'histoire de sa mère, Edith sous le titre The Arrogant Years: One Girl's Search for Her Lost Youth, from Cairo to Brooklyn (Les Années arrogantes non traduit en français). Dans ce récit, elle juxtapose sa propre maturité d'auteur à New York et celle de sa mère au Caire, révélant comment les choix qu'elle a faits signifiaient à la fois un libération des traditions du Vieux Monde et la perte d'une communauté réconfortante et familière. Le livre a été décrit par l'éditeur comme une épopée familiale de foi et de fragilité.

## Vie privée
Elle épouse en 1995 le journaliste Douglas Feiden lors d'une cérémonie juive dans une congrégation séfarade de Manhattan ; le couple a vécu à New York et à Sag Harbor dans l'East End de Long Island.
Lucette Lagnado est décédée le 10 juillet 2019 à l'âge de 62 ans.

## Ouvrages
- Enfants des flammes : le Dr Josef Mengele et l'histoire inédite des jumeaux d'Auschwitz
- L'homme au complet blanc
- Les années arrogantes

## Honneurs et prix
- Prix Sami Rohr de littérature juive
- Prix Mike Berger
- Newswomen's Club of New York Front Page Awards (Trois fois gagnant)
- Revue de journalisme de Columbia "Laurel"
- Selden Ring Award for Investigative Reporting, finaliste 2004